# Rasmus Hansen
Rasmus Hansen (Flemløse, 1885. január 13. – Viby, 1967. július 3.) olimpiai ezüstérmes dán tornász.
Az 1912. évi nyári olimpiai játékokon indult tornában és a svéd rendszerű csapat összetettben ezüstérmes lett.
Klubcsapata a Skytterforeningernes Hold volt.